# GFriend
GFriend (tiếng Hàn: 여자친구; Romaja: Yeoja Chingu) là một nhóm nhạc nữ Hàn Quốc được thành lập vào năm 2015 bởi Source Music. Nhóm bao gồm 6 thành viên: Sowon, Yerin, Eunha, Yuju, SinB và Umji. Nhóm chính thức ra mắt vào ngày 15 tháng 1 năm 2015 với mini album đầu tay Season of Glass. GFriend đã nhận được nhiều giải thưởng Nghệ sĩ mới xuất sắc nhất vào năm 2015 và nhận được nhiều sự quan tâm của công chúng kể từ khi ra mắt dù đến từ một công ty nhỏ. GFriend còn là nhóm nhạc nữ đầu tiên được phỏng vấn bởi Grammy Mini Masterclass, một chuỗi phỏng vấn được tổ chức bởi trung tâm trải nghiệm Prudential của viện bảo tàng Grammy, nơi các nghệ sĩ, nhân viên ngành công nghiệp âm nhạc và nhạc sĩ nói về sự ảnh hưởng của âm nhạc đến giới trẻ.
Năm 2016, nhóm tiếp tục chuỗi thành công với mini album thứ ba Snowflake khi đạt vị trí quán quân trên nhiều chương trình âm nhạc với bài hát chủ đề "Rough". Nhóm phát hành album phòng thu đầu tiên LOL vào tháng 7 năm 2016. Năm 2017, GFriend trở lại với một khái niệm mới trong mini album thứ tư The Awakening và đơn đặt hàng trước cho album đã vượt hơn 100.000 bản. GFriend phát hành mini album thứ năm Parallel vào tháng 8 năm 2017 và phát hành album tái phát hành Rainbow vào một tháng sau. Năm 2018, GFriend tổ chức buổi hòa nhạc đầu tiên kể từ khi ra mắt và sau đó là chuyến lưu diễn châu Á đầu tiên Season of GFriend Tour.
GFriend phát hành mini album thứ sáu Time for the Moon Night vào tháng 4 năm 2018 và mini album đặc biệt Sunny Summer vào tháng 7 năm 2018. GFriend ra mắt chính thức tại Nhật Bản với album tổng hợp GFriend 1st Best vào tháng 5 năm 2018. Tháng 1 năm 2019, GFriend phát hành album phòng thu thứ hai Time for Us và phát hành mini album thứ bảy Fever Season vào tháng 7 cùng năm. Các bản phát hành cuối cùng của nhóm bao gồm chuỗi chủ đề "回", trong đó có 2 mini album và 1 album phòng thu thứ ba.

## Sự nghiệp

### Trước khi ra mắt
Ngày 30 tháng 10 năm 2014, Source Music thông báo rằng họ sẽ ra mắt một nhóm nhạc nữ mới bao gồm 6 thành viên vào tháng 11 và tiết lộ các thành viên đầu tiên của nhóm là Sowon, Yerin, SinB và Umji. Ban đầu được dự kiến ra mắt vào năm 2014, màn ra mắt của nhóm đã bị trì hoãn nhiều lần cho đến năm 2015. Đầu tháng 1 năm 2015, Source Music xác nhận rằng GFriend sẽ chính thức ra mắt vào ngày 15 tháng 1 và tiết lộ các thành viên còn lại là Yuju và Eunha.

### 2015: Ra mắt vớiSeason of Glass,Flower Budvà phát triển

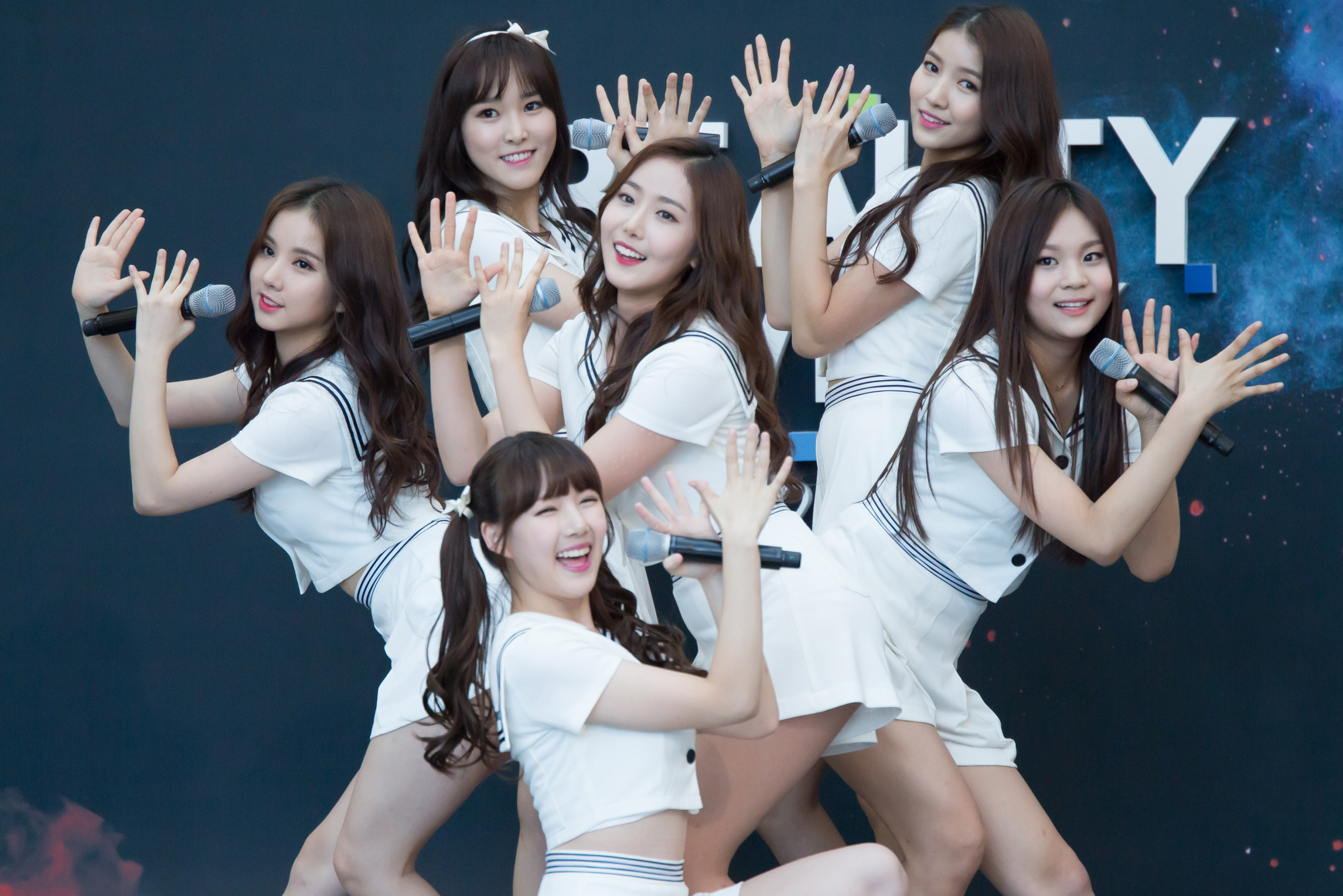
GFriend vào tháng 9 năm 2015.

Ngày 15 tháng 1 năm 2015, GFriend phát hành mini album đầu tay Season of Glass. Bài hát chủ đề "Glass Bead" (tiếng Triều Tiên: 유리구슬; Romaja: Yuriguseul) được sáng tác bởi Seo Yong-bae và Iggy. Vào một tuần sau khi phát hành, mini album ra mắt ở vị trí số 12 trên bảng xếp hạng hàng tuần của Gaon Music Chart, đạt vị trí cao nhất ở vị trí số 9 tại Hàn Quốc. Nhóm bắt đầu chuỗi hoạt động quảng bá vào ngày 16 tháng 1 trên chương trình âm nhạc Music Bank của KBS. Theo nền tảng YouTube, video âm nhạc của "Glass Bead" đạt vị trí số 9 trong danh sách 10 video K-pop được xem nhiều nhất trên toàn cầu vào tháng 1 năm 2015. Ngày 28 tháng 1 năm 2015, Billboard vinh danh GFriend là một trong 5 nghệ sĩ K-pop đáng để theo dõi nhất năm 2015.
Ngày 23 tháng 7 năm 2015, GFriend phát hành mini album thứ hai Flower Bud với bài hát chủ đề "Me Gustas Tu" (tiếng Triều Tiên: 오늘부터 우리는; Romaja: Oneulbuteo Urineun). Sau khi phát hành, nhóm bắt đầu chuỗi hoạt động quảng bá trên chương trình M Countdown của Mnet vào cùng ngày.
GFriend thu hút sự chú ý của cộng đồng quốc tế sau khi một video do người hâm mộ quay lại cảnh các thành viên GFriend nỗ lực hoàn thành buổi biểu diễn "Me Gustas Tu" dù liên tục ngã trên sân khấu trơn trượt được lan truyền vào tháng 9 năm 2015. Nhóm nhận được nhiều lời khen ngợi vì sự chuyên nghiệp, đặc biệt là Yuju, người đã ngã tổng cộng 5 lần và bị trẹo ngón tay khi biểu diễn.
Ngày 17 tháng 9 năm 2015, GFriend tiếp tục gây chú ý khi trở thành nhóm nhạc nữ duy nhất được đề cử trong hạng mục Nghệ sĩ Hàn Quốc xuất sắc nhất của MTV Europe Music Awards năm 2015, bên cạnh các nhóm nhạc nam như B1A4, BTS, Got7 và VIXX.
"Me Gustas Tu" sau đó đạt vị trí số 38 trên bảng xếp hạng 100 bài hát cuối năm năm 2015 của Gaon Music Chart. "Me Gustas Tu" và "Glass Bead" cũng lần lượt đạt vị trí số 18 và 44 trên bảng xếp hạng 100 bài hát cuối năm 2015 của Bugs.
Cuối năm 2015, GFriend được công nhận với nhiều giải Nghệ sĩ mới của năm, bao gồm Melon Music Awards lần thứ 7, Seoul Music Awards lần thứ 25, Golden Disc Awards lần thứ 30 và Gaon Chart Music Awards lần thứ 5.

### 2016:Snowflake, chiến thắng đầu tiên trên chương trình âm nhạc,ShowtimevàLOL
Ngày 25 tháng 1 năm 2016, GFriend phát hành mini album thứ ba Snowflake với bài hát chủ đề "Rough" (tiếng Triều Tiên: 시간을 달려서; Romaja: Siganeul Dallyeoseo) và đạt vị trí số 1 trên bảng xếp hạng Gaon Digital Chart. "Rough" là bài hát cuối cùng trong chuỗi album "chủ đề học đường" của nhóm với "Glass Bead" và "Me Gustas Tu". Sản phẩm nhận được nhiều đánh giá tích cực từ các nhà phê bình và đạt vị trí số 1 trên nhiều bảng xếp hạng lớn của Hàn Quốc, đồng thời đạt được thành tích "perfect all-kill" và đạt vị trí số 1 trên bảng xếp hạng Melon trong 416 giờ. GFriend bắt đầu chuỗi hoạt động quảng bá cho Snowflake vào ngày 26 tháng 1 trên chương trình âm nhạc The Show của SBS MTV. Album ra mắt ở vị trí số 10 trên bảng xếp hạng World Albums Chart của Billboard và video âm nhạc của "Rough" trên YouTube đạt vị trí số 3 trong danh sách 10 video K-pop được xem nhiều nhất trên toàn cầu vào tháng 1 năm 2016.
Ngày 2 tháng 2, bài hát chủ đề "Rough" mang về cho nhóm giải thưởng đầu tiên trên chương trình âm nhạc tại The Show của SBS MTV. Sau đó, nhóm nhận được tổng cộng 14 giải thưởng trên chương trình âm nhạc, bao gồm cả chiến thắng trong 3 tuần liên tiếp trên M Countdown, Music Bank, Show Champion và Inkigayo. Với tổng cộng 15 giải thưởng, bài hát được xếp ở vị trí số 2 cho nhóm nhạc nữ có nhiều chiến thắng nhất trên chương trình âm nhạc chỉ sau Apink với tổng cộng 17 giải thưởng cho "Luv". "Rough" còn đạt vị trí số 1 trên bảng xếp hạng nửa đầu năm 2016 của Gaon Music Chart.

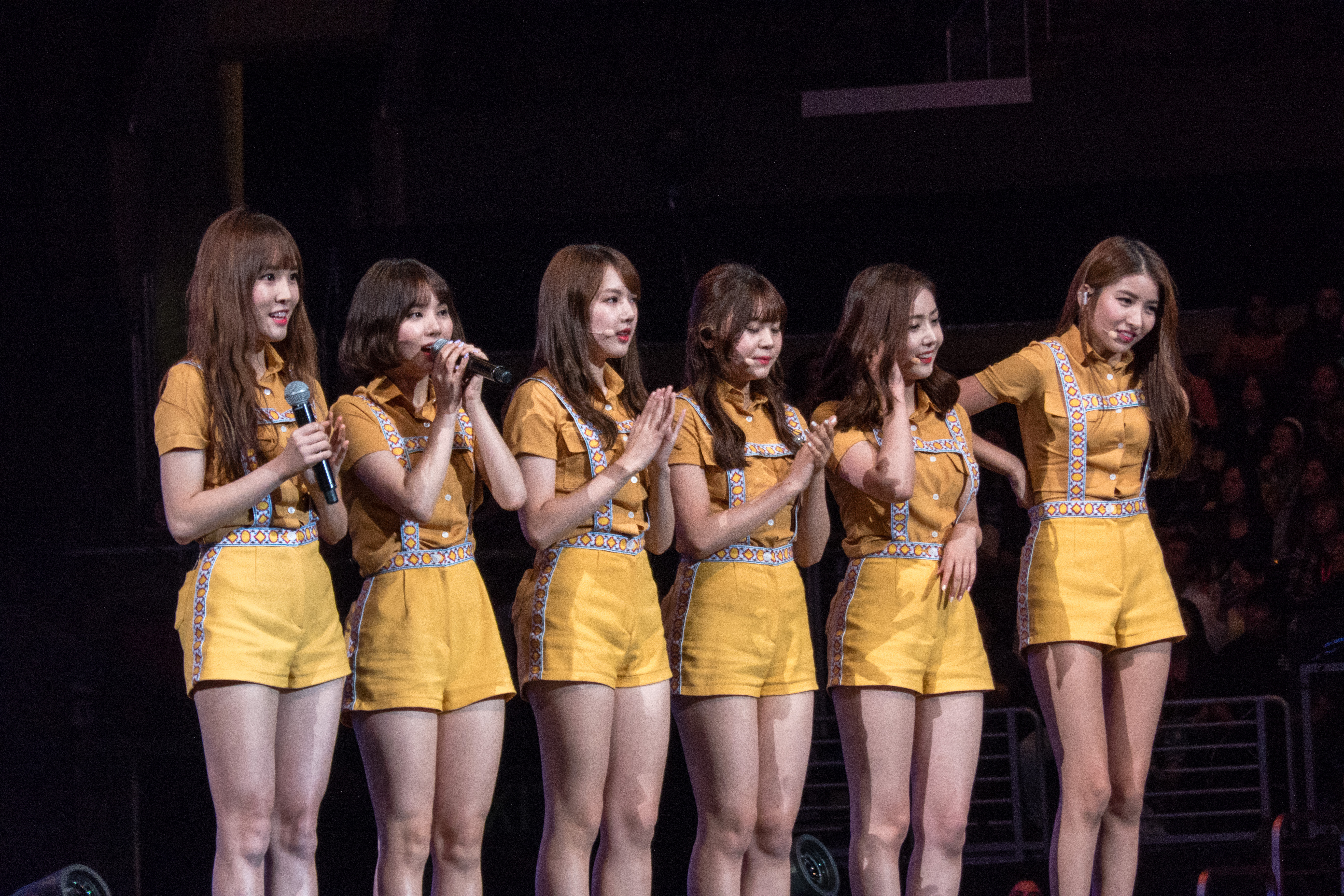
GFriend trên sân khấu tại KCON LA vào ngày 30 tháng 7 năm 2016.

Ngày 15 tháng 6, có thông báo cho rằng GFriend sẽ tham gia cùng với Mamamoo trong một mùa mới của chương trình thực tế Showtime. Ngày 29 tháng 6, Source Music bắt đầu quảng bá cho album phòng thu đầu tiên của GFriend, LOL, từ viết tắt của "Laughing Out Loud" và "Lots of Love". LOL được phát hành vào ngày 11 tháng 7, đạt vị trí cao nhất ở vị trí số 3 tại Hàn Quốc và tích lũy được hơn 60.000 đơn đặt hàng trước cho album trên toàn cầu. Album bao gồm bài hát chủ đề "Navillera" (tiếng Triều Tiên: 너 그리고 나; Romaja: Neo Geurigo Na) và đạt vị trí số 1 trên bảng xếp hạng Gaon Digital Chart. Ngày 19 tháng 7, GFriend nhận được chiến thắng đầu tiên cho bài hát chủ đề "Navillera" trên chương trình âm nhạc The Show.
Cuối năm, YouTube tiết lộ 10 video âm nhạc K-pop hàng đầu được người Hàn Quốc yêu thích nhất năm 2016, "Rough" và "Navillera" lần lượt đạt vị trí số 2 và 10 trong danh sách. "Rough" và "Navillera" sau đó lần lượt đạt vị trí số 2 và 11 trên bảng xếp hạng 100 bài hát cuối năm 2016 của Bugs. Tạp chí Billboard đã vinh danh "Rough" ở vị trí số 13 trong danh sách 20 bài hát K-pop xuất sắc nhất năm 2016 theo sự lựa chọn của giới phê bình. Tại KBS Song Festival vào cuối năm 2016, tỷ suất người xem cao nhất của toàn bộ chương trình được ghi nhận trong sân khấu biểu diễn "Rough" của GFriend ở mức 10,3%. "Rough" còn trở thành bài hát được tải xuống nhiều nhất trong năm 2016 theo bảng xếp hạng lượt tải cuối năm 2016 của Gaon Music Chart.

### 2017: Buổi gặp gỡ người hâm mộ đầu tiên,The Awakening,ParallelvàRainbow
Ngày 23 tháng 2 năm 2017, Source Music thông báo rằng GFriend sẽ trở lại vào ngày 6 tháng 3. Ngày 27 tháng 2, có thông báo cho rằng nhóm sẽ phát hành mini album thứ tư The Awakening với bài hát chủ đề "Fingertip". Đơn đặt hàng trên toàn cầu cho The Awakening sau đó vượt hơn 100.000 bản, cao hơn so với album LOL trước đây của nhóm ở mức 60.000 bản. Sau khi phát hành, mini album đạt vị trí số 1 trên bảng xếp hạng Gaon Album Chart, đạt vị trí số 5 trên bảng xếp hạng World Album của Billboard. Trong khi bài hát chủ đề ra mắt ở vị trí số 2 trên bảng xếp hạng Gaon Digital Chart.
Ngày 2 tháng 4, GFriend tổ chức buổi gặp gỡ người hâm mộ đầu tiên Dear. Buddy.
Ngày 1 tháng 8, GFriend phát hành mini album thứ năm Parallel với bài hát chủ đề "Love Whisper" (tiếng Triều Tiên: 귀를 기울이면; Romaja: Gwireul Giurimyeon) và đạt vị trí cao nhất ở vị trí số 2 trên bảng xếp hạng Gaon Digital Chart. Sau khi phát hành, "Love Whisper" lần lượt đạt vị trí số 1 trên 6 bảng xếp hạng âm nhạc của Hàn Quốc, bao gồm Melon. Trong khi video âm nhạc của bài hát đạt 10 triệu lượt xem trong 29 giờ trên YouTube.
Tháng 9, nhóm phát hành album tái bản của Parallel mang tên Rainbow với bài hát chủ đề "Summer Rain" (tiếng Triều Tiên: 여름비; Romaja: Yeoreumbi).

### 2018: Buổi hòa nhạc đầu tiên,Time for the Moon Night,ra mắt tại Nhật Bản,Sunny Summervà "Memoria"
Năm 2018, GFriend lần đầu tiên tổ chức buổi hòa nhạc riêng với Season of GFriend Tour kể từ ngày 6 đến 7 tháng 1. Sau khi hoàn thành các buổi diễn tại Seoul, nhóm thông báo rằng chuyến lưu diễn châu Á của nhóm sẽ được tổ chức tại Đài Bắc vào ngày 28 tháng 2 và lưu diễn tại Thái Lan, Hồng Kông, Singapore và Nhật Bản. Ngày 23 tháng 2 năm 2018, nhóm ký hợp đồng với King Records của Nhật Bản và thông báo ra mắt tại Nhật Bản vào tháng 5.
Ngày 13 tháng 4, Source Music thông báo rằng nhóm sẽ sớm trở lại với một mini album mới vào ngày 30 tháng 4. Ngày 30 tháng 4, GFriend phát hành mini album thứ sáu Time for the Moon Night với bài hát chủ đề cùng tên "Time for the Moon Night" (tiếng Triều Tiên: 밤; Romaja: Bam). Sau khi phát hành, sản phẩm đạt vị trí số 1 trên bảng xếp hạng lượt tải hàng tuần, bảng xếp hạng album và bảng xếp hạng mạng xã hội trên Gaon Music Chart của Hàn Quốc, đồng thời ra mắt ở vị trí số 5 trên bảng xếp hạng World Albums Chart của Billboard. Bài hát chủ đề còn đạt vị trí số 1 trên 5 bảng xếp hạng âm nhạc lớn, bao gồm Melon, Bucks, Soribada, Genie, Naver và video âm nhạc của bài hát đạt 13 triệu lượt xem sau một tuần phát hành. Về mặt thương mại, mini album bán được hơn 84.000 bản tại Hàn Quốc. Tuần sau, có thông tin cho rằng GFriend cùng với Girls' Generation và Twice là những nhóm nhạc nữ có nhiều bài hát nhất trong top 10 của bảng xếp hạng Billboard World Albums 5 bài hát cho mỗi nhóm. Trong tuần quảng bá thứ hai, nhóm nhận được tổng cộng 6 giải thưởng trên chương trình âm nhạc của Hàn Quốc, đưa "Time for the Moon Night" trở thành bài hát đầu tiên trong năm 2018 khi nhận được chiến thắng trên tất cả các chương trình âm nhạc trong tuần.
Ngày 26 tháng 4, GFriend công bố màu sắc đại diện chính thức của nhóm sẽ là sự pha trộn giữa 3 màu sắc khác nhau, bao gồm      Cloud Dancer,      Scuba Blue và      Ultra Violet.
Cuối tháng 5, nhóm khởi hành đến Nhật Bản nhằm quảng bá cho album tổng hợp Kyō Kara Watashitachi wa: GFriend 1st Best, được phát hành vào ngày 23 tháng 5. Album đạt vị trí cao nhất ở vị trí số 10 trên bảng xếp hạng album hàng tuần của Oricon.
Ngày 19 tháng 7, GFriend phát hành mini album đặc biệt Sunny Summer với bài hát chủ đề cùng tên "Sunny Summer" (tiếng Triều Tiên: 여름여름해; Romaja: Yeoreumyeoreumhae). Vào một tuần sau khi phát hành album, nhóm xuất hiện lần đầu tiên trên bảng xếp hạng Social 50 của Billboard ở vị trí số 30. Sau đó, nhóm tổ chức chuyến lưu diễn Nhật Bản đầu tiên Summer Live in Japan vào ngày 2 và 5 tháng 8 tại Osaka và Tokyo. Ngày 8 và 9 tháng 9, nhóm tổ chức buổi hòa nhạc mở rộng Season of GFriend Encore kéo dài 2 ngày tại sân vận động SK Olympic Handball Gymnasium nhằm khép lại chuyến lưu diễn châu Á.
Ngày 10 tháng 10, GFriend phát hành album đĩa đơn tiếng Nhật đầu tiên "Memoria/夜 (Time for the moon night)". Album ra mắt ở vị trí số 6 trên bảng xếp hạng đĩa đơn hàng tuần của Oricon và đạt vị trí số 5 trên bảng xếp hạng đĩa đơn hàng tuần của Billboard Japan.

### 2019:Time for Us, đĩa đơn tiếng Nhật,Fever SeasonvàFallin' Light

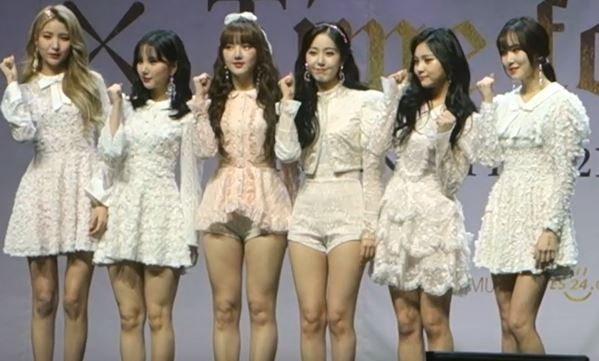
GFriend tại buổi họp báo ra mắt Time for Us vào ngày 14 tháng 1 năm 2019.

Ngày 14 tháng 1 năm 2019, GFriend phát hành album phòng thu thứ hai Time for Us với bài hát chủ đề "Sunrise" (tiếng Triều Tiên: 해야; Romaja: Haeya). Một phiên bản giới hạn của album sau đó được phát hành vào ngày 25 tháng 1. GFriend bắt đầu chuỗi hoạt động quảng bá trên M Countdown của Mnet vào ngày 17 tháng 1 năm 2019, biểu diễn "Sunrise" và "Memoria". Trong tuần quảng bá thứ hai, nhóm nhận được chiến thắng trên tất cả các chương trình âm nhạc trong tuần và trở thành nghệ sĩ đầu tiên trong năm 2019 đạt được thành tích này. Về mặt thương mại, Time for Us là album tiếng Hàn bán chạy nhất của nhóm với hơn 86.000 bản bán ra trên bảng xếp hạng Gaon Music Chart.
Ngày 13 tháng 2, nhóm phát hành album đĩa đơn tiếng Nhật thứ hai "Sunrise (JP ver.)/La Pam Pam". Ngày 13 tháng 3, nhóm phát hành album đĩa đơn tiếng Nhật thứ ba "Flower/Beautiful".
Tháng 5, GFriend khởi động chuyến lưu diễn châu Á thứ hai Go Go GFriend! Tour được diễn ra từ ngày 18 đến 19 tháng 5 năm 2019 tại sân vận động SK Olympic Handball Gymnasium. Sau các buổi diễn ở Seoul, nhóm đã lưu diễn tại 8 quốc gia, bao gồm Malaysia, Kuala Lumpur, Singapore, Thái Lan, Hồng Kông, Indonesia, Philippines, Đài Loan và Nhật Bản.
Ngày 1 tháng 7, GFriend phát hành mini album thứ bảy Fever Season với bài hát chủ đề "Fever" (tiếng Triều Tiên: 열대야; Romaja: Yeoldaeya). Tại thị trường Nhật Bản, nhóm hợp tác với nhóm nhạc pop Nhật Bản Sonar Pocket và phát hành album đĩa đơn tiếng Nhật Oh Difficult – Sonar Pocket×GFriend vào ngày 3 tháng 7.
Ngày 13 tháng 11, GFriend phát hành album phòng thu tiếng Nhật đầu tiên Fallin' Light với bài hát chủ đề cùng tên, bao gồm tất cả bài hát tiếng Nhật trước đó của nhóm kể từ "Memoria" và các bài hát mới.

### 2020–2021: Chuỗi chủ đề "回" và rời Source Music
Ngày 3 tháng 2 năm 2020, GFriend phát hành mini album thứ tám 回:Labyrinth với bài hát chủ đề "Crossroads" (tiếng Triều Tiên: 교차로; Romaja: Gyocharo), đánh dấu sự trở lại đầu tiên của nhóm tại Hàn Quốc sau khi Big Hit Entertainment mua lại Source Music vào năm 2019. 回:Labyrinth là phần đầu tiên trong chuỗi chủ đề "回" — một ký tự Hán-Hàn có nghĩa là "quay lại" hoặc "trở về". Mini album đã thành công về mặt thương mại, ra mắt ở vị trí số 1 trên bảng xếp hạng Gaon Album Chart. Trong khoảng thời gian quảng bá, nhóm nhận được tổng cộng 7 giải thưởng trên chương trình âm nhạc hàng tuần. Bài hát "Labyrinth" trong album được quảng bá song song với "Crossroads" trong tuần đầu tiên và được quảng bá riêng biệt vào tuần sau.
Ngày 13 tháng 6, GFriend phát hành mini album thứ chín 回:Song of the Sirens với bài hát chủ đề "Apple".
Ngày 14 tháng 10, nhóm phát hành album đĩa đơn tiếng Nhật 回:Labyrinth ~Crossroads~ với phiên bản tiếng Nhật của "Crossroads" và "Labyrinth". Sau đó, nhóm tiếp tục phát hành album đĩa đơn tiếng Nhật 回:Song of the Sirens ~Apple~ vào ngày 21 tháng 10 với phiên bản tiếng Nhật của "Apple" và "Tarot Cards", đánh dấu sự trở lại đầu tiên của GFriend tại Nhật Bản kể từ năm 2019.
Ngày 9 tháng 11, GFriend phát hành album phòng thu thứ ba 回:Walpurgis Night với bài hát chủ đề "Mago" thuộc thể loại disco. Đây là phần cuối cùng trong chuỗi chủ đề "回" của nhóm.
Ngày 18 tháng 5 năm 2021, Source Music đột ngột thông báo rằng hợp đồng độc quyền giữa các thành viên và công ty đã đến hồi kết thúc. Ngày 22 tháng 5, công ty chấm dứt hợp đồng 6 năm với tất cả các thành viên(1 số nguồn tin các thành viên không biết đã chấm dứt hợp đồng).

### 2024-2025: Kỉ niệm 10 năm của nhóm với special album "Season Of Memories"
Ngày 15/1/2025,nhóm cho ra mắt special album "Season Of Memories" với 1 bài hát cùng tên và "Always" và tổ chức buổi biểu diễn kỉ niệm 10 năm

## Thành viên
| Nghệ danh | Nghệ danh | Nghệ danh | Tên khai sinh | Tên khai sinh | Tên khai sinh    | Tên khai sinh | Tên khai sinh   | Vai trò                                   | Ngày sinh        | Nơi sinh                            | Quốc tịch |
| Latinh    | Hangul    | Kana      | Latinh        | Hangul        | Kana             | Hanja         | Hán-Việt        | Vai trò                                   | Ngày sinh        | Nơi sinh                            | Quốc tịch |
| Sowon     | 소원      | ソウォン  | Kim So-jung   | 김소정        | キム・ソジョン   | 金韶情        | Kim Thiều Tình  | Sub Vocalist                              | 7 tháng 12, 1995 | Jingwan-dong, Seoul, Hàn Quốc       | Hàn Quốc  |
| Yerin     | 예린      | イェリン  | Jung Ye-rin   | 정예린        | チョン・イェリン | 鄭睿隣        | Trịnh Duệ Lân   | Lead Dancer, Sub Vocalist                 | 19 tháng 8, 1996 | Seoul, Hàn Quốc                     | Hàn Quốc  |
| Eunha     | 은하      | ウナ      | Jung Eun-bi   | 정은비        | チョン・ウンビ   | 丁恩妃        | Đinh Ân Phi     | Lead Vocalist                             | 30 tháng 5, 1997 | Geumcheon-gu, Seoul, Hàn Quốc       | Hàn Quốc  |
| Yuju      | 유주      | ユジュ    | Choi Yu-na    | 최유나        | チェ・ユナ       | 崔裕娜        | Thôi Dụ Na      | Main Vocalist, Lead Dancer                | 4 tháng 10, 1997 | Goyang, Gyeonggi, Hàn Quốc          | Hàn Quốc  |
| SinB      | 신비      | シンビ    | Hwang Eun-bi  | 황은비        | ファン・ウンビ   | 黃恩妃        | Hoàng Ân Phi    | Main Dancer, Sub Vocalist                 | 3 tháng 6, 1998  | Cheongju, Chungcheong Bắc, Hàn Quốc | Hàn Quốc  |
| Umji      | 엄지      | オムジ    | Kim Ye-won    | 김예원        | キム・イェウォン | 金藝源        | Kim Nghệ Nguyên | Sub Vocalist, Lead Dancer, Center, Maknae | 19 tháng 8, 1998 | Yeonsu-gu, Incheon, Hàn Quốc        | Hàn Quốc  |

## Danh sách đĩa nhạc
| Album phòng thu tiếng Hàn - LOL (2016) - Time for Us (2019) - 回:Walpurgis Night (2020) | Album phòng thu tiếng Nhật - Fallin' Light (2019) |

## Danh sách phim

### Chương trình thực tế
| Năm  | Tên                                   | Kênh                     | Ghi chú                                      | Nguồn  |
| ---- | ------------------------------------- | ------------------------ | -------------------------------------------- | ------ |
| 2015 | GFriend! Look After Our Dog           | Skytv                    | 12 tập                                       | [ 80 ] |
| 2015 | One Fine Day                          | MBC Music                | Ghi hình tại Cebu, Philippines, 4 tập        | [ 81 ] |
| 2016 | GFriend - Where R U Going?!           | iMBC, V Live, MBCkpop    | Ghi hình tại Jeju, Hàn Quốc, 7 tập           | [ 82 ] |
| 2016 | Mamamoo x GFriend Showtime            | MBC Every 1              | 8 tập                                        | [ 83 ] |
| 2016 | GFriend Loves Europe                  | skyTravel                | Ghi hình tại Áo, Hungary, Slovenia, 8 tập    | [ 84 ] |
| 2017 | The Friends in Adriatic Sea           | KStar, Cube TV, E! Asia  | Ghi hình tại Ý, Slovenia, 5 tập              | [ 85 ] |
| 2019 | GFriend Summer Vacation in Okinawa    | U-NEXT                   | Ghi hình tại Okinawa, Nhật Bản, 10 tập       | [ 86 ] |
| 2020 | GFriend's Memoria                     | Weverse, V Live, YouTube | Mùa 1 ghi hình tại Chuncheon, 4 tập          | [ 87 ] |
| 2020 | GFriend's Memoria Season 2            | Weverse, V Live, YouTube | Ghi hình tại YangYang Gaenmaeul Beach, 6 tập | [ 88 ] |
| 2020 | GFriend's Memoria <One Half #1>       | Weverse, V Live, YouTube | 3 tập                                        | [ 89 ] |
| 2020 | GFriend's Memoria Season 3            | Weverse, V Live, YouTube | Ghi hình tại Gapyeong Hanok Village, 7 tập   | [ 90 ] |
| 2020 | GFriend's Memoria Season 4            | Weverse, V Live, YouTube | 3 tập                                        | [ 91 ] |
| 2021 | GFriend's Memoria - New Year's Party  | Weverse, V Live, YouTube | 2 tập                                        | [ 92 ] |
| 2021 | GFriend's Memoria - The Cooking Show  | Weverse, V Live, YouTube | 2 tập                                        | [ 93 ] |
| 2021 | GFriend's Memoria - Detective GFriend | Weverse, V Live, YouTube | 2 tập                                        | [ 94 ] |
| 2021 | GFriend's Memoria - Talk Show         | Weverse, V Live, YouTube | 2 tập                                        | [ 95 ] |
| 2021 | GFriend's Memoria - Home Together     | Weverse, V Live, YouTube | 3 tập                                        | [ 96 ] |
| 2021 | GFriend's Memoria - Game Friend       | Weverse, V Live, YouTube | 2 tập                                        | [ 97 ] |

### DVDs & Blu-ray
- GFriend - Where R U Going? (2016)[98]
- 2016 Season's Greetings[99]
- 2017 Season's Greetings[100]
- 2018 Season's Greetings[101]
- 2018 GFRIEND 1st Concert "Season of GFriend" (2018)[102]
- 2019 Season's Greetings "Be In Full Bloom"[103]
- 2018 GFRIEND 1st Concert ENCORE "Season of Gfriend" (2019)[104]
- GFriend 1st Photo Book "여자친구" (2019)[105]
- 2020 Season's Greetings[106]
- 2019 GFRIEND ASIA TOUR in Seoul Go Go GFRIEND! (2020)[107]
- GFriend 2nd Photo Book "CHOICE" (2020)[108][109]
- 2021 Season's Greetings[110]

## Đại sứ
Năm 2019, GFriend là đại sứ thương hiệu toàn cầu của Shopee Indonesia thuộc khuôn khổ sự kiện K-Market. Với tư cách là đại sứ, nhóm đã có những đóng góp đáng kể vào cổ phiếu ròng của thương hiệu K-Wave và giúp doanh thu bán hàng của thương hiệu tăng gấp 8 lần trên nền tảng tại Hàn Quốc, mang về vị trí số 1 cho Indonesia và vị trí số 7 trên toàn cầu trong hạng mục Thương hiệu xuất sắc nhất tại Top Brand Buzz Awards năm 2019.

## Quảng cáo
| Năm        | Tên                      | Sản phẩm                                                     | Thể loại               | Thành viên                | Ghi chú |
| ---------- | ------------------------ | ------------------------------------------------------------ | ---------------------- | ------------------------- | ------- |
| 2015       | Akiii                    | Akiii Classic                                                | Giày thể thao          | Tất cả                    |         |
| 2015       | Hosigi                   | Doomari (Double) Chicken                                     | Gà rán                 | Tất cả                    |         |
| 2015       | Nexon                    | Elsword                                                      | Trò chơi di động       | Tất cả                    |         |
| 2015       | Wemade                   | Lost Saga                                                    | Trò chơi di động       | Tất cả                    |         |
| 2015       | Repetto                  | L'Eau Florale                                                | Nước hoa               | Yerin                     |         |
| 2016       | BoxooEnt                 | Billy & The Brave Guys: Chicken Hero                         | Phim điện ảnh          | Yuju                      |         |
| 2016       | Nexon                    | Elsword                                                      | Trò chơi di động       | Tất cả                    |         |
| 2016       | YD Online                | Icarus                                                       | Trò chơi di động       | Sowon, Yerin, Eunha, Yuju |         |
| 2016       | Smilegate                | Tales Runner                                                 | Trò chơi di động       | Tất cả                    |         |
| 2016       | Nexon GT                 | Sudden Attack                                                | Trò chơi               | Tất cả                    |         |
| 2016       | ABC Mart                 | Nuovo                                                        | Giày thể thao          | Tất cả                    |         |
| 2016       | Swatch                   | Floralia Collection                                          | Đồng hồ đeo tay        | Tất cả                    |         |
| 2016       | Yonsei Milk              | Fruit Drink                                                  | Nước trái cây đóng hộp | Tất cả                    |         |
| 2016       | Samsonite                | American Tourister                                           | Vali                   | Tất cả                    |         |
| 2016       | Etude House              | April New Product                                            | Mỹ phẩm                | Tất cả                    |         |
| 2016       | Com2Us                   | Com2Us Pro Baseball for Manager Live                         | Trò chơi di động       | Tất cả                    |         |
| 2016       | RedBull Korea            | RedBull Eyewear                                              | Kính mát               | Tất cả                    |         |
| 2016       | Nexon                    | Tera                                                         | Trò chơi di động       | Tất cả                    |         |
| 2016       | Nexon                    | Elsword                                                      | Trò chơi di động       | Tất cả                    |         |
| 2016       | Lotte World              | Lotte Water Park                                             | Công viên nước         | Tất cả                    |         |
| 2016       | Hosigi                   | Doomari (Double) Chicken                                     | Gà rán                 | Tất cả                    |         |
| 2016       | Samsung Card             | Holgabun Night Market                                        | Hội chợ đêm            | Tất cả                    |         |
| 2016       | Clinique                 | Lip Pop Matte                                                | Mỹ phẩm                | Tất cả                    |         |
| 2016       | Anna Sui                 | Romantica Exotica                                            | Nước hoa               | Tất cả                    |         |
| 2016       | Poolus                   | Poolus Driver App                                            | Ứng dụng lái xe        | Tất cả                    |         |
| 2016       | Pokémon Korea            | Pokémon The Movie XY&Z: Volcanion and The Exquisite Magearna | Phim điện ảnh          | Tất cả                    |         |
| 2016       | Smart F&D                | Smart School Uniform                                         | Đồng phục học sinh     | Tất cả                    | với BTS |
| 2017       | Smart F&D                | Smart School Uniform                                         | Đồng phục học sinh     | Tất cả                    | với BTS |
| SK Telecom | T-World                  | Viễn thông                                                   |                        | Tất cả                    | với BTS |
| Samsonite  | American Tourister Curio | Vali                                                         |                        | Tất cả                    |         |
| Lens Nine  | Contact Lens             | Kính áp tròng                                                |                        | Tất cả                    |         |
| Nexon GT   | Sudden Attack            | Trò chơi                                                     |                        | Tất cả                    |         |
| Célebon    | Célebon                  | Chăm sóc da                                                  |                        | Tất cả                    |         |
| Hosigi     | Doomari (Double) Chicken | Gà rán                                                       |                        | Tất cả                    |         |
| Nashe Kino | Fantastic Journey to OZ  | Phim điện ảnh                                                | Yuju, SinB             |                           |         |
| 2018       | DK                       | DK Mini Air                                                  | Máy lọc không khí      | Tất cả                    |         |
| 2018       | Reebok                   | Reebok Royal Complete 2LCS                                   | Giày thể thao          | Tất cả                    |         |
| 2018       | Media Castle             | Maquia: The Promised Flower Blooms                           | Phim điện ảnh          | Tất cả                    |         |
| 2018       | WEGO                     | WEGO Parka Jacket Collaboration                              | Quần áo                | Tất cả                    |         |
| 2018       | Onitsuka Tiger           | Onitsuka Tiger                                               | Giày thể thao          | Tất cả                    |         |
| 2018       | COEX                     | COEX Winter Festival                                         | Sự kiện                | Tất cả                    |         |
| 2019       | Célebon                  | Célebon                                                      | Chăm sóc da            | Tất cả                    |         |
| 2019       | Evisu Korea              | Evisu                                                        | Quần áo                | SinB                      | với SF9 |
| 2019       | Hyundai                  | Hyundai Sonata                                               | Xe hơi                 | Tất cả                    |         |
| 2019       | Shopee                   | Shopee                                                       | Kênh mua sắm           | Tất cả                    |         |
| 2019       | Electronic Arts Korea    | The Sims 4                                                   | Trò chơi               | Eunha                     |         |
| 2020       | Célebon                  | Célebon                                                      | Chăm sóc da            | Tất cả                    |         |
| 2020       | Nexon GT                 | Sudden Attack                                                | Trò chơi               | Tất cả                    |         |
| 2020       | Shopee                   | Shopee                                                       | Kênh mua sắm           | Tất cả                    |         |

## Tạp chí
| Năm  | Tên                           | Ấn bản           | Thành viên                      |
| ---- | ----------------------------- | ---------------- | ------------------------------- |
| 2015 | Geek Korea                    | Tháng 1, số 29   | Tất cả                          |
| 2015 | Ize Korea                     | Tháng 3, số 82   | Tất cả                          |
| 2015 | Kwave (Global Korean Culture) | Tháng 3, số 56   | Tất cả                          |
| 2015 | CéCi Korea                    | Tháng 4          | Tất cả                          |
| 2015 | Bromide                       | Tháng 5, số 109  | Tất cả                          |
| 2015 | Arena Homme+ Korea            | Tháng 6          | Tất cả                          |
| 2015 | Vogue Girl Korea              | Tháng 6          | Yerin                           |
| 2015 | OhBoy!                        | Tháng 6–7, số 58 | Tất cả                          |
| 2015 | HIM (Military Culture)        | Tháng 7, số 51   | Tất cả                          |
| 2015 | Junior & StarM                | Tháng 7          | Tất cả                          |
| 2015 | BNT International             | Tháng 8          | Tất cả                          |
| 2015 | Ize Korea                     | Tháng 9, số 15   | Tất cả                          |
| 2015 | TenAsia (10+Star)             | Tháng 9, số 51   | Tất cả                          |
| 2015 | MAPS Korea                    | Tháng 10, số 91  | Tất cả                          |
| 2015 | Univ20                        | Tháng 10, số 752 | Tất cả                          |
| 2015 | Vogue Girl Korea              | Tháng 11         | Umji                            |
| 2015 | Vogue Girl Korea              | Tháng 12         | Yerin                           |
| 2016 | Nylon Korea                   | Tháng 2          | Tất cả                          |
| 2016 | CNP (Contents & People Story) | Tháng 3          | Tất cả                          |
| 2016 | Marie Claire Korea            | Tháng 3          | Sowon, SinB                     |
| 2016 | W U.S                         | Tháng 3          | Tất cả                          |
| 2016 | CéCi Korea                    | Tháng 4          | Tất cả                          |
| 2016 | Star1                         | Tháng 4, số 49   | Tất cả                          |
| 2016 | Dazed Korea                   | Tháng 4, số 96   | Tất cả                          |
| 2016 | Grazia Korea                  | Tháng 5, số 76   | Tất cả                          |
| 2016 | Geek Korea                    | Tháng 5, số 46   | Tất cả                          |
| 2016 | OhBoy!                        | Tháng 5, số 67   | Tất cả                          |
| 2016 | Nylon Korea                   | Tháng 5          | Sowon, Yerin                    |
| 2016 | Arena Homme+ Korea            | Tháng 6          | Tất cả                          |
| 2016 | GQ Korea                      | Tháng 7          | Tất cả                          |
| 2016 | Marie Claire Korea            | Tháng 8          | Tất cả                          |
| 2016 | CéCi Korea                    | Tháng 9          | Tất cả                          |
| 2016 | The Star                      | Tháng 9          | Tất cả                          |
| 2016 | BNT International             | Tháng 9          | Eunha                           |
| 2016 | Allets Star                   | Tháng 9          | Tất cả                          |
| 2016 | CéCi Campus                   | Tháng 10, số 62  | Tất cả                          |
| 2016 | Cosmopolitan Korea            | Tháng 12         | Sowon, Yerin, Eunha, Yuju, SinB |
| 2017 | Dazed Korea                   | Tháng 2, số 106  | Tất cả                          |
| 2017 | TenAsia (10+Star)             | Tháng 3, số 69   | Tất cả                          |
| 2017 | ADDY K                        | Tháng 3, số 4    | Tất cả                          |
| 2018 | Céci Korea                    | Tháng 1          | Tất cả                          |
| 2018 | Céci Korea                    | Tháng 2          | Tất cả                          |
| 2018 | Dazed Korea                   | Tháng 4          | Tất cả                          |
| 2018 | Popteen Japan                 | Tháng 5–12       | Umji                            |
| 2018 | Céci Korea                    | Tháng 5          | Yerin                           |
| 2018 | Arena Homme+ Korea            | Tháng 5          | Tất cả                          |
| 2018 | High Cut Korea                | Tháng 5, số 221  | Tất cả                          |
| 2018 | Popteen Japan                 | Tháng 6          | Tất cả                          |
| 2018 | S Cawaii Japan                | Tháng 6          | Tất cả                          |
| 2018 | Songsnet Japan                | Tháng 6          | Tất cả                          |
| 2018 | ViVi Japan                    | Tháng 6          | Tất cả                          |
| 2018 | Nylon Korea                   | Tháng 6          | Tất cả                          |
| 2018 | Dazed Korea                   | Tháng 6          | Tất cả                          |
| 2018 | CD Journal Japan              | Tháng 6          | Tất cả                          |
| 2018 | Céci Korea                    | Tháng 8          | Tất cả                          |
| 2018 | The Star                      | Tháng 9          | Tất cả                          |
| 2018 | Cosmopolitan Korea            | Tháng 9          | Umji                            |
| 2019 | Marie Claire Korea            | Tháng 2          | Tất cả                          |
| 2019 | Nylon Korea                   | Tháng 2          | Tất cả                          |
| 2019 | Cosmopolitan Korea            | Tháng 3          | Umji                            |
| 2019 | WEGO Japan                    | Tháng 4          | Tất cả                          |
| 2019 | Popteen Japan                 | Tháng 5          | Umji                            |
| 2019 | Allure Korea                  | Tháng 8          | Tất cả                          |
| 2019 | Indeed                        | Tháng 11         | Eunha                           |
| 2019 | Nylon Korea                   | Tháng 11         | Yerin                           |
| 2019 | Elle Korea                    | Tháng 12         | Yerin, SinB                     |
| 2020 | Cosmopolitan Korea            | Tháng 3          | Tất cả                          |
| 2020 | OhBoy!                        | Tháng 6          | Tất cả                          |
| 2020 | Marie Claire Korea            | Tháng 7          | Yerin, Eunha                    |
| 2020 | Elle Korea                    | Tháng 8          | Tất cả                          |
| 2021 | Pilates S                     | Tháng 3          | Yerin                           |
| 2021 | Marie Claire Korea            | Tháng 5          | Sowon, Umji                     |

## Lưu diễn
- GFriend 1st Asia Tour: Season of GFriend (2018)
- GFriend Spring Tour 2019: Bloom (2019)
- GFriend 2nd Asia Tour: Go Go GFriend! (2019)

## Giải thưởng và đề cử
GFriend nhận được giải thưởng đầu tiên trong sự nghiệp vào ngày 7 tháng 11 năm 2015 tại lễ trao giải Melon Music Awards trong hạng mục Nghệ sĩ mới xuất sắc nhất năm 2015. Nhóm còn nhận được nhiều giải tân binh vào cuối năm 2015 đến đầu năm 2016, bao gồm Gaon Chart Music Awards lần thứ 5, Golden Disc Awards lần thứ 30 và Seoul Music Awards lần thứ 25. Nhóm lần đầu tiên đoạt giải Daesang tại Korean PD Awards năm 2016.
Nhóm nhận được giải thưởng đầu tiên trên chương trình âm nhạc vào ngày 2 tháng 2 năm 2016 tại The Show với bài hát chủ đề "Rough", sau đó nhận được tổng cộng 15 giải thưởng trên chương trình âm nhạc. Trong khoảng thời gian quảng bá "Navillera", nhóm nhận được tổng cộng 14 giải thưởng trên chương trình âm nhạc, đưa GFriend trở thành nhóm nhạc nữ có nhiều chiến thắng nhất trong 1 năm với tổng cộng 29 giải thưởng.
Bài hát chủ đề "Rough" từ mini album thứ ba Snowflake đã mang về cho nhóm nhiều giải thưởng từ cuối năm 2016 đến đầu năm 2017, bao gồm giải Bài hát của năm (tháng 1) tại Gaon Chart Music Awards lần thứ 7. Bài hát sau đó đoạt giải Vũ đạo xuất sắc nhất và Bonsang kỹ thuật số tại Melon Music Awards năm 2016, Mnet Asian Music Awards năm 2016 và Golden Disc Awards lần thứ 31. Năm 2020, nhóm được Dingo Music trao tặng giải đặc biệt nhờ những đóng góp tiêu biểu của nhóm cho những nội dung do Dingo sản xuất xuyên suốt nhiều năm.